# Liste der Kulturdenkmale in Münsterdorf
In der Liste der Kulturdenkmale in Münsterdorf sind alle Kulturdenkmale der schleswig-holsteinischen Gemeinde Münsterdorf (Kreis Steinburg) aufgelistet (Stand: 10. März 2025).

## Legende
In den Spalten befinden sich folgende Informationen:
- Objekt-ID: die Nummer des Kulturdenkmales
- Lage: die Adresse des Kulturdenkmales und die geographischen Koordinaten. Kartenansicht, um Koordinaten zu setzen. In der Kartenansicht sind Kulturdenkmale ohne Koordinaten mit einem roten Marker dargestellt und können in der Karte gesetzt werden. Kulturdenkmale ohne Bild sind mit einem blauen Marker gekennzeichnet, Kulturdenkmale mit Bild mit einem grünen Marker.
- Offizielle Bezeichnung: Bezeichnung des Kulturdenkmales
- Beschreibung: die Beschreibung des Kulturdenkmales
- Bild: ein Bild des Kulturdenkmales

## Bauliche Anlagen
| Objekt-ID     | Lage                                          | Offizielle Bezeichnung             | Beschreibung | Bild                             |
| ------------- | --------------------------------------------- | ---------------------------------- | --- | -------------------------------- |
| 1523          | Am Brunnen 41 (53° 54′ 4″ N, 9° 32′ 53″ O)    | Gutsarbeiterhaus                   | Gutsarbeiterhaus; Ende 19. Jh.; reetgedeckter Ziegelbau unter Satteldach mit Halbwalm, traufseitig Zwerchgiebel mit Eingangsportalen, eingenischt mit vorgestellten Holzstützen - Begründung: geschichtlich, städtebaulich, Kulturlandschaft prägend - Schutzumfang: Gutsarbeiterhaus, - Denkmaltyp: Bauliche Anlage | BW                               |
| 5156 Wikidata | Kirchenstraße 1 (53° 54′ 13″ N, 9° 32′ 29″ O) | Kirche St. Anschar mit Ausstattung | Die evangelische St.-Anschar-Kirche ist eine neugotische Kirche in Münsterdorf, die im Jahr 1871 erbaut wurde. Alteintragung (Aktualisierung vorgesehen) - Begründung: geschichtlich, künstlerisch, städtebaulich - Schutzumfang: gesamtes Objekt - Denkmaltyp: Bauliche Anlage                                      | weitere Fotos \| Fotos hochladen |

## Quelle
- Liste der Kulturdenkmale in Schleswig-Holstein – Kreis Steinburg

- Karte mit allen Koordinaten:
- OSM |
- WikiMap